# Miguel Tellado
Miguel Ángel Tellado Filgueira (Ferrol, 21 de febrero de 1974) es un político español, actual secretario general del Partido Popular. Fue el vicesecretario general de Organización del PP y el secretario general del PPdeG desde 2016 hasta 2022.

## Biografía
Desde 1997 trabajó en varios medios de comunicación de la comarca de Ferrol. Durante su etapa universitaria participó en el Movemento Estudantil Universitario, una escisión de los Comités Abertos de Facultade impulsada por algunos militantes del BNG. 
Fue jefe de prensa del Ayuntamiento de Ferrol (2003-2007), jefe de prensa del Grupo Popular en la Diputación de la Coruña (2007-2009), jefe de Gabinete de la Consejería de Trabajo y Bienestar (2009-2011). Entró en el Parlamento de Galicia en 2012 y, posteriormente fue secretario general del PPdeG.

### Trayectoria política
En las Elecciones al Parlamento de Galicia de 2012 ocupó el número cuatro de la candidatura del PP por la provincia de La Coruña. En su condición de diputado autonómico en la IX Lexislatura del Parlamento de Galicia es portavoz del PPdeG en asuntos de empleo. Fue secretario de la Comisión 3ª de Economía y Presupuestos y vocal de las Comisión 5ª de Sanidad, Política Social y Empleo y de la Comisión 6ª de Economía e Industria. En esta Comisión se encargó de los asuntos relacionados con la comarca de Ferrol, y especialmente de lo relativo al sector naval.
El 16 de septiembre de 2014 el Comité Ejecutivo del PPdeG lo designó portavoz del partido, cargo en el que sucedió a Paula Prado del Río.
En mayo de 2016, en el marco del XVI Congreso del PPdeG, Alberto Núñez Feijóo lo propuso para convertirse en secretario general de la formación sucediendo a Alfonso Rueda Valenzuela cómo número dos de la formación.
Tras las Elecciones al Parlamento de Galicia de 2016 fue reelegido diputado autonómico. En el Grupo Parlamentario Popular de la Cámara gallega ocupó el cargo de viceportavoz. Además fue portavoz del PPdeG en la Comisión 6ª de Industria, Energía, Comercio y Turismo y portavoz del Grupo en el área de Industria y Empleo.
En febrero de 2017 entró a formar parte del Comité Ejecutivo Nacional del Partido Popular. Se convirtió en el vicesecretario de Organización del Partido Popular el 3 de abril de 2022.

## Polémicas
En septiembre de 2023, en la red social X (antigua Twitter) negó que Óscar Puente, portavoz del PSOE en la sesión de investidura fallida de Alberto Núñez Feijóo a la presidencia del gobierno de España, hubiera sido agredido, haciendo referencia a los atestados policiales sobre el incidente de Puente en un AVE Madrid-Valladolid.  En la misma red criticó duramente varios incidentes del PSOE de esa semana, tildándolos de "matones de patio de colegio", en relación con el incidente de Óscar Puente y a la agresión del edil socialista Daniel Viondi al alcalde de Madrid esa misma semana.
En julio de 2025, retira de su currículo en la web del Partido Popular que es periodista, tras el escándalo sobre el falseamiento de méritos académicos de Noelia Núñez.